# Coupe du monde de saut d'obstacles 1997-1998
Navigation
Édition précédente Édition suivante
La coupe du monde de saut d'obstacles 1997-1998 est la 20e édition de la coupe du monde de saut d'obstacles organisée par la FEI. La finale se déroule à Helsinki (Finlande), en avril 1998.

## Classement après la finale
| Pos. | Cavalier        | Nationalité | Cheval            |
| ---- | --------------- | ----------- | ----------------- |
| 1    | Rodrigo Pessoa  | Brésil      | Baloubet du Rouet |
| 2    | Lars Nieberg    | Allemagne   | Esprit            |
| 3    | Ludger Beerbaum | Allemagne   | P.S. Priamos      |